# وادي أوتز
تمتد منطقة وادي أوتز (Ötztal) على مسافة 65 كم وهو أحد وديان جبال الألب في ولاية تيرول (Tyrol) النمساوية. وتتألف المنطقة من 250 قمة جبلية واقعة على ارتفاع يزيد على 3000 مترٍ. حيث تشتهر هذه المنطقة بالمياه الهادرة والبحيرات الجبلية المنعزلة. ويتجه الكثير من زوارها بقصد التزلج، والذي يعتبر أمراً مضموناً في فصل الشتاء. وفي فصل الصيف، توفر جبال أوتز المهيبة مشاهدة كاملةً لنقاط الجذب السياحي. وتضم المنطقة العديد من القرى وأشهرها زولدن(Sölden).

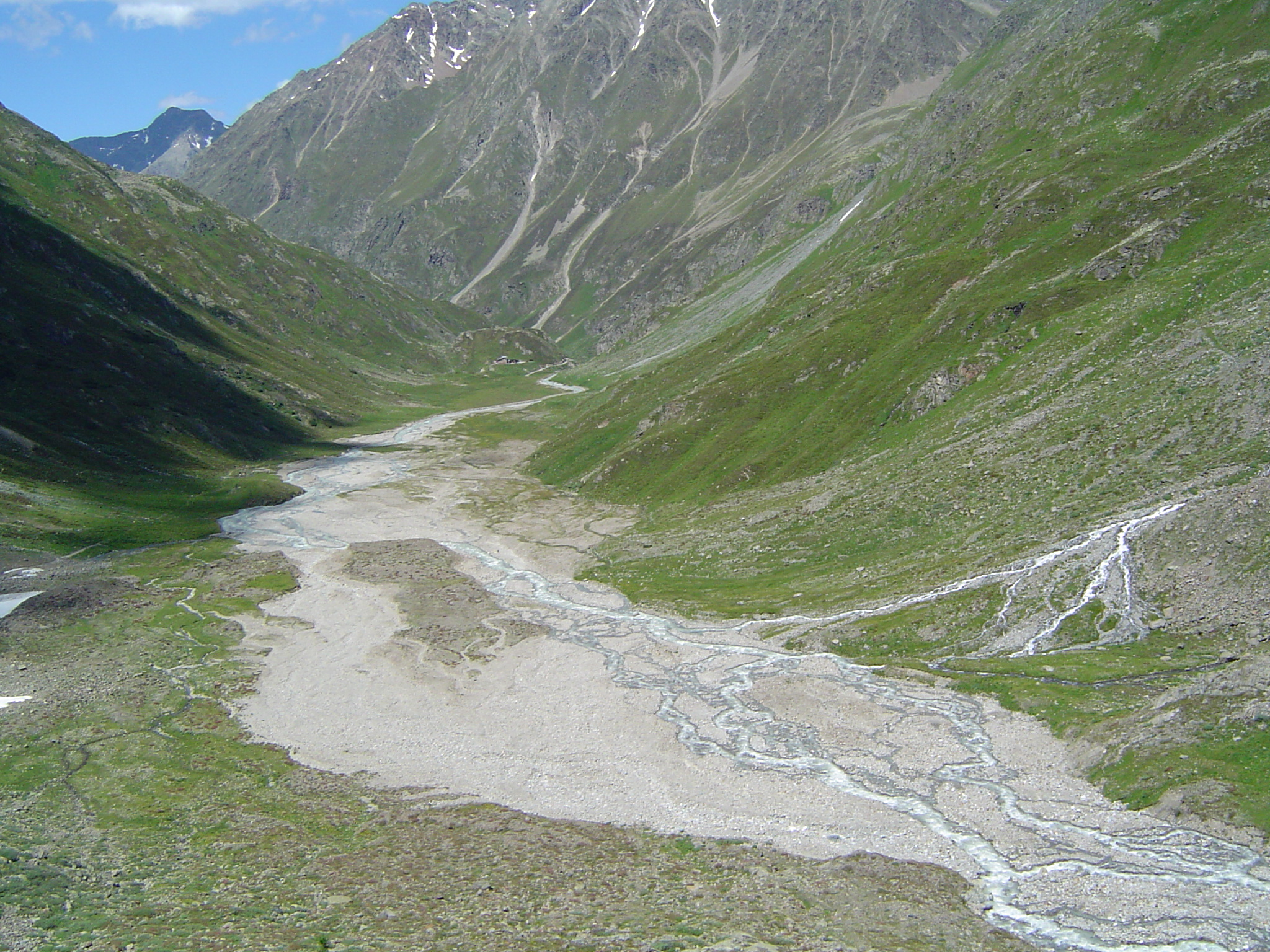
وادي أوتز

## معلومات عامة

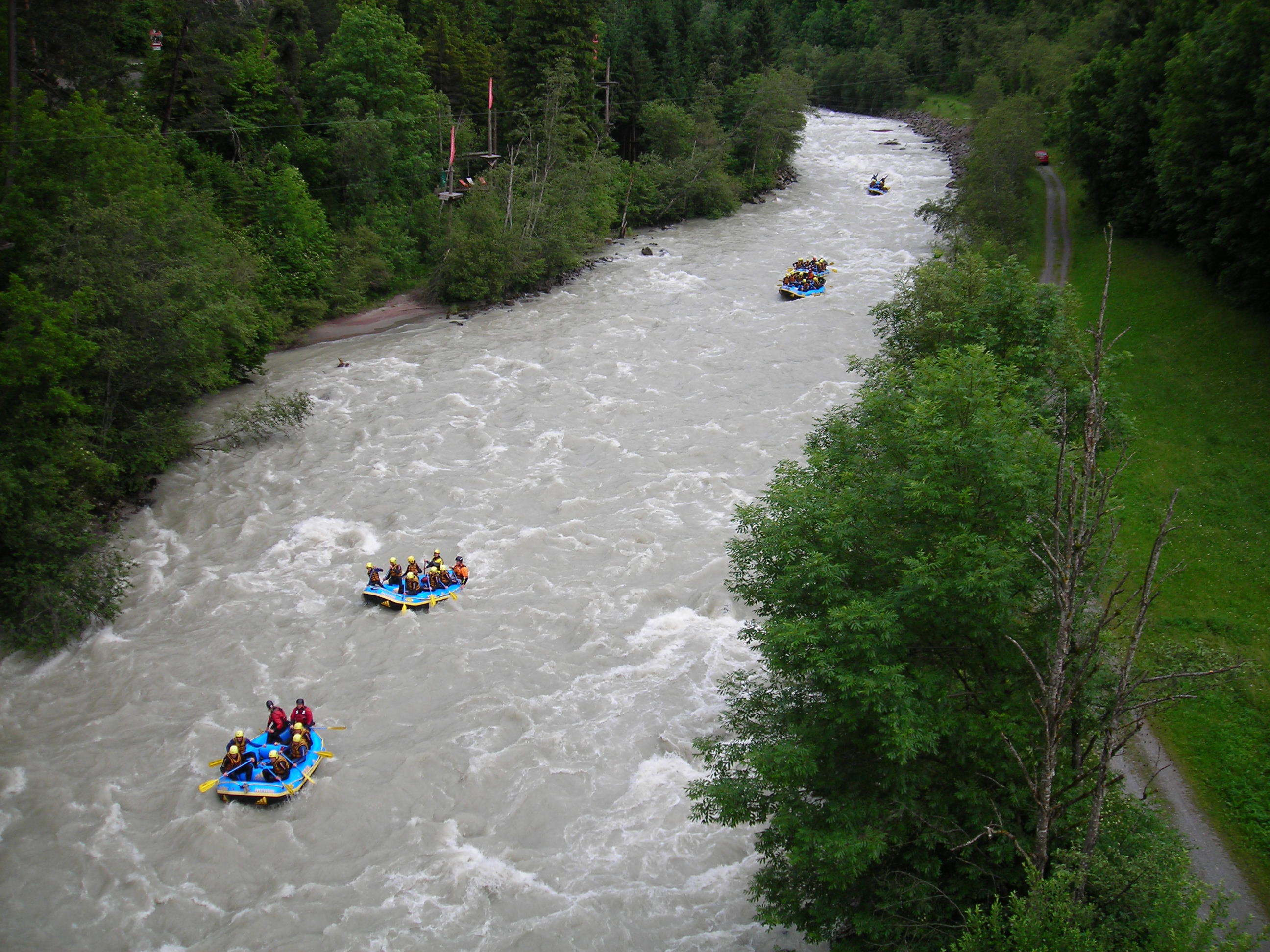
الرياضات المائية في نهر أوتز تالر آشه

يتدفق نهر أوتز تالر آشه (Ötztaler Ache) عبر الوادي باتجاه الشمال ويفصل وادي أوتز بين جبال ألب شتوباي (Stubai) في الشرق وجبال ألب وادي أوتز في الغرب. تقع خطوط وادي أوتز الحديدية وهي الخطوط الوحيدة عند الطرف الشمالي من الوادي عند التقاء نهري أوتز تالر آشه (Ötztaler Ache) وإن (Inn) على بعد 8 كم شرق إيمست (Imst) و50 كم غرب إنسبروك، تربط هذه الخطوط وادي أوتز مع خطوط أرلبيرغ الحديدية (Arlberg) وإنسبروك-بلودينتس (Innsbruck-Bludenz) وكذلك مع طريق تبادل سريع A12 (E60).
ينتهي الطرف الجنوبي من الوادي والذي يعرف بـ غورغلر تال (Gurglertal) عند الحدود مع إيطاليا والتي تتشكل من السلسلة الأساسية من سلاسل جبال الألب مع العديد من الأنهر الجليدية والقمم المرتفعة ومن ضمنها فايس كوغل (Weißkugel) وزيميلاون (Similaun).

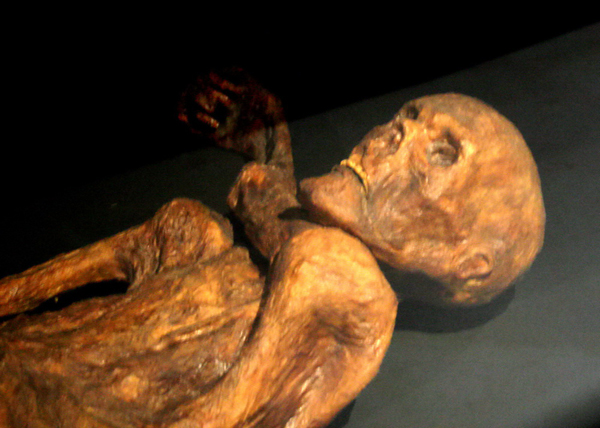
مومياء أوتزي رجل الثلج

في عام 1991 وجدت مومياء أطلق عليها اسم أوتزي (Otzi) رجل الثلج وهي مومياء محفوظة بشكل طبيعي من قبل الثلوج تعود إلى حوالي 3300 سنة قبل الميلاد. وجدت هذه المومياء بالقرب من النهر الجليدي شنالس تال (Schnalstal) قرب زيميلاون (Similaun) مومياء أوتزي موجودة على بعد ساعة من المشي من كوخ زيميلاون.
تضم منطقة وادي أوتز خمس بلديات هي (من الشمال إلى الجنوب): زاوتنس (Sautens)، أوتز (Oetz)، أُمهاوزن (Umhausen)، لينغنفيلد (Längenfeld) وزولدن (Sölden) .
تعتبر السياحة هي الصناعة الرئيسية في الوادي حيث تحظى الجبال المحيطة به بشعبية كبيرة من قبل المتسلقين والمتزلجين. هناك منتجعات تزلج في الجزء العلوي من الوادي في زولدن (Sölden)، هوخ زولدن (Hochsölden)، وهوخ غورغل(Hochgurgl) الممر الجبلي تيملسيوخ (Timmelsjoch) يربط وادي مع وادي باساير (Passeier) وميرانو في مقاطعة جنوب تيرول، إيطاليا. بالإمكان الوصول إلى وادي أوتز بسهولةٍ بواسطة السيارة عبر الطريق السريع لوادي إن (مخرج وادي أوتز) أو ممر تيميلتسيوخ (Timmelsjoch) الجبلي ( فقط في فصل الصيف). تطير الطائرات إلى مطارات ميونخ أو سالزبورغ أو إنسبروك من جميع أنحاء أوروبا، حيث تقلكَ خدمة حافلة وادي أوتز.

## أشهر المعالم السياحية

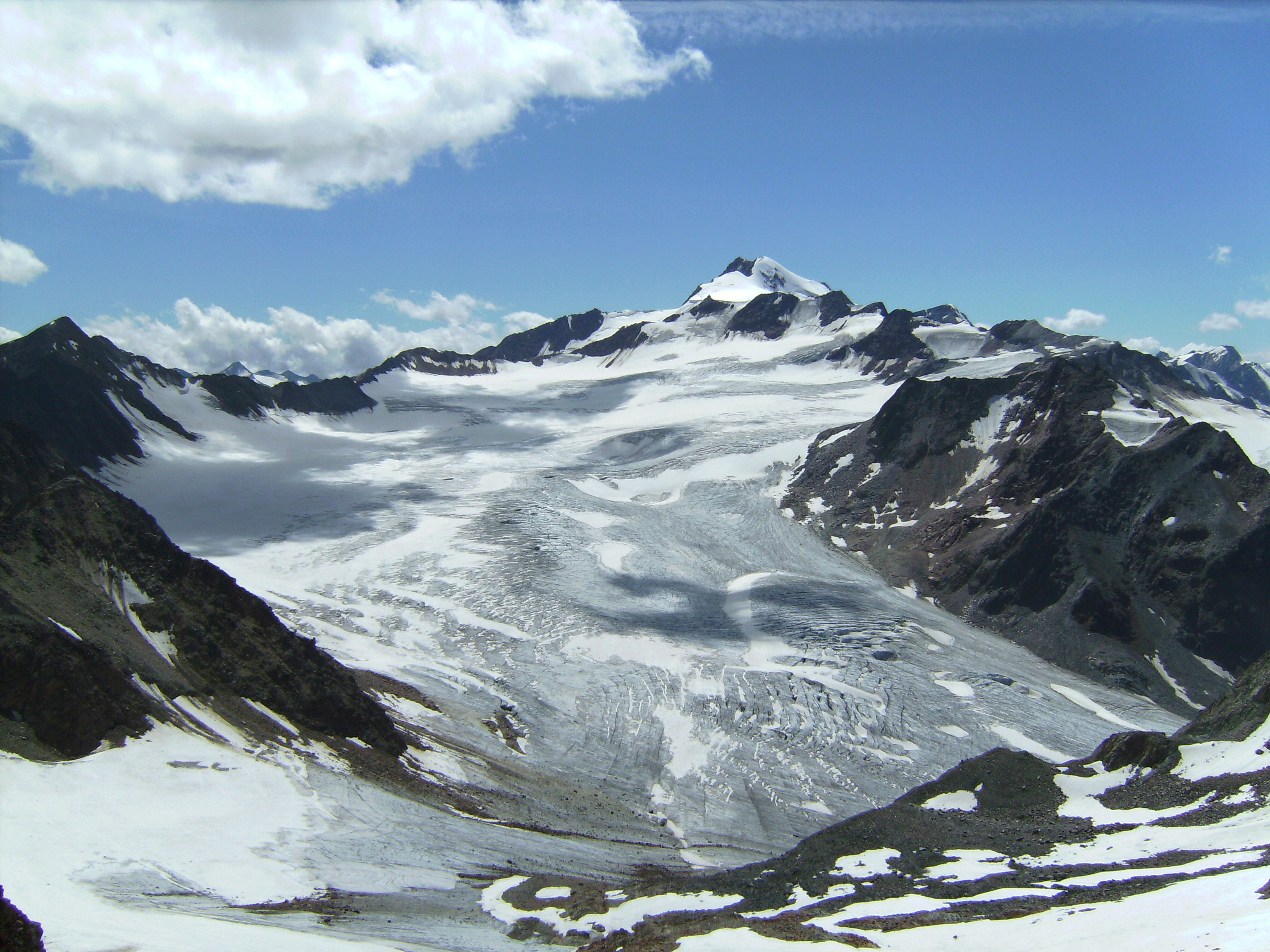
جبل فيلد شبيتسه

تضم منطقة وادي أوتز (Ötztal) الكثير من المعالم السياحية ومنها: وادي إن (Inntal)، الذي يمتد على 67 كم ويغطي مساحة 140 كم مربع وفيه تقع أكبر منطقة جليدية في جبال الألب الشرقية، وجبل أوبرغورغل-هوخغورغل (Obergurgl-Hochgurgl)، ويبلغ ارتفاعه 1930 م ويعتبر أعلى منطقة مأهولة في النمسا، وشلالات شتويبن فال (Stuibenfall)، وهي أعلى شلالات تيرول (Tirol) وتقع بالقرب من أُمهاوزن (Umhausen) مع ارتفاع 159 م، وجبل فيلد شبيتسه (Wildspitze) وهو ثاني أكثر جبال النمسا ارتفاعاً 3,772 م. بالإضافة إلى بحيرة بيبورغر زيه (Piburger See) التي تصل معدل حرارتها إلى 23 درجة سيليسيوس والتي تصنف كأحد أدفأ بحيرات النمسا. ووسط وادي أوتز والذي يعتبر أوسع جزء من الوادي ويحتوي على مروج خضراء تمتد على 20 كم. ويرتفع قاع الوادي عن سطح البحر ب 1200 م حيث تحيط به الجبال الخلابة من كل جهة.

### مثلجة ريتنباخ

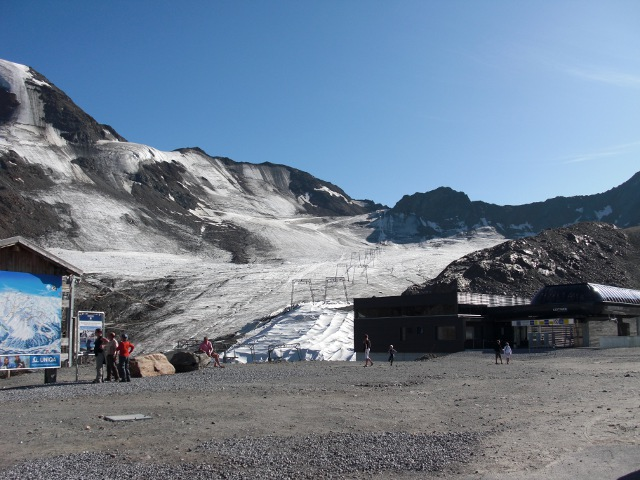
غليتشرشتراسه

تقع مثلجة ريتنباخ (Rettenbacher Glacier) بالقرب من زولدن في جبال الألب التابعة لوادي أوتز في النمسا وتعتبر أعلى الطرق المعبدة في جبال الألب. وهو طريق الوصول من زولدن (Sölden) إلى الجبال الجليدية ريتنباخ-تيفنباخفيرنر (Rettenbach Tiefenbachferner) أعلى نقطة في الطرف الجنوبي للنفق 46°55′29″N 10°56′40″E.. يمكن الوصول إلى مثلجة ريتنباخ في فصل الشتاء من خلال استخدام التلفريك، وفي فصل الربيع باستخدام السيارة من خلال طريق غليتشرشتراسه (Gletscherstraße).
Rettenbach glacier

### المنطقة 47
تعتبر (Area 47) المؤسسة حديثاً عند بداية وادي أوتز هي الملعب المثالي الموجود في الهواء الطلق. ومع المنطقة المائية الفريدة من نوعها والفعاليات العديدة المميّزة فإنَّ هذا الملعب هو بالفعل فريدٌ من نوعه. يُعاد افتتاح الـ «إل دورادو» الموجود في الهواء الطلق استعدادً لموسمه الصيفي الثاني في هذه السنة.

### منتجع أكوا دوم
بالإمكان الاستمتاع بالقوة الشفائية للمياه في منتجع أكوا دوم(Aqua Dome) الصحيّ في لانغينفيلد(Längenfeld) . يشتمل المنتجع الصحيُّ أيضاً على نشاطاتٍ تنطوي على المغامرة وبرك سباحة خاصة بالأطفال والتي تجعل من الزيارة زيارة جديرة بالعناء لأجلِ العائلة بأكملها. إنَّ جوهرة الطبيعة الحقيقية هي بحيرة بيبورج(Piburger See) القريبة من أوتز. بإمكان الضيوف إما الاسترخاء بينما يقومون بصيد السمك أو الاستمتاع ببساطة بالماء خلال السباحة. إنَّ البحيرة هي واحدةٌ من أكثر بحيرات السباحة دفئاً في تيرول.

### الألعاب المائية في وادي أوتز

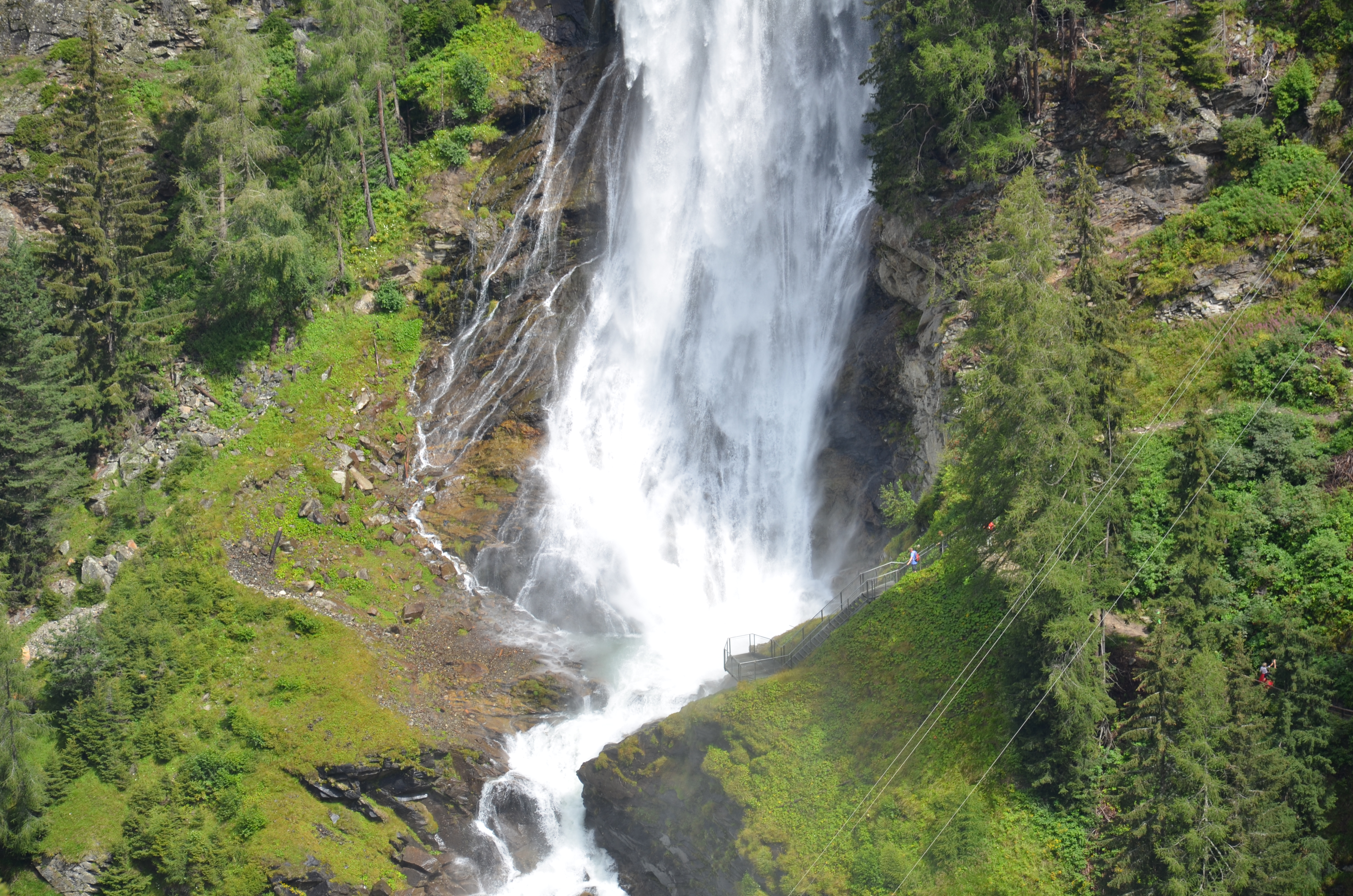
شلال شتويبنفال

يعدّ شلال شتويبنفال(Stuibenfall) ، واحدٌ من أكثر الشلالات اندفاعاً في وادي أوتز، فهو الشلال الأعلى في تيرول بارتفاعٍ يبلغ 159 مترٍاً. بإمكان الزوار اختبار قوة الشلال إما بالمشي حتى الوصول إلى الممر ذي منصات المشاهدة أو تسلق المسار ذي الحبال المُثبتة. ومن أجل أولئك الذين يحبون القيام بالمغامرات في المياه، يوفر وادي أوتز والأماكن المحيطة به ركوبَ الطوف (رافتينغ) ورياضة التجذيف بقوارب الكاياك ورياضة الكانيونينج على طول نهر وادي أوتز ونهر إن(Inn) والممر النهري في مدينة إمست(Imst)

## معرض صور

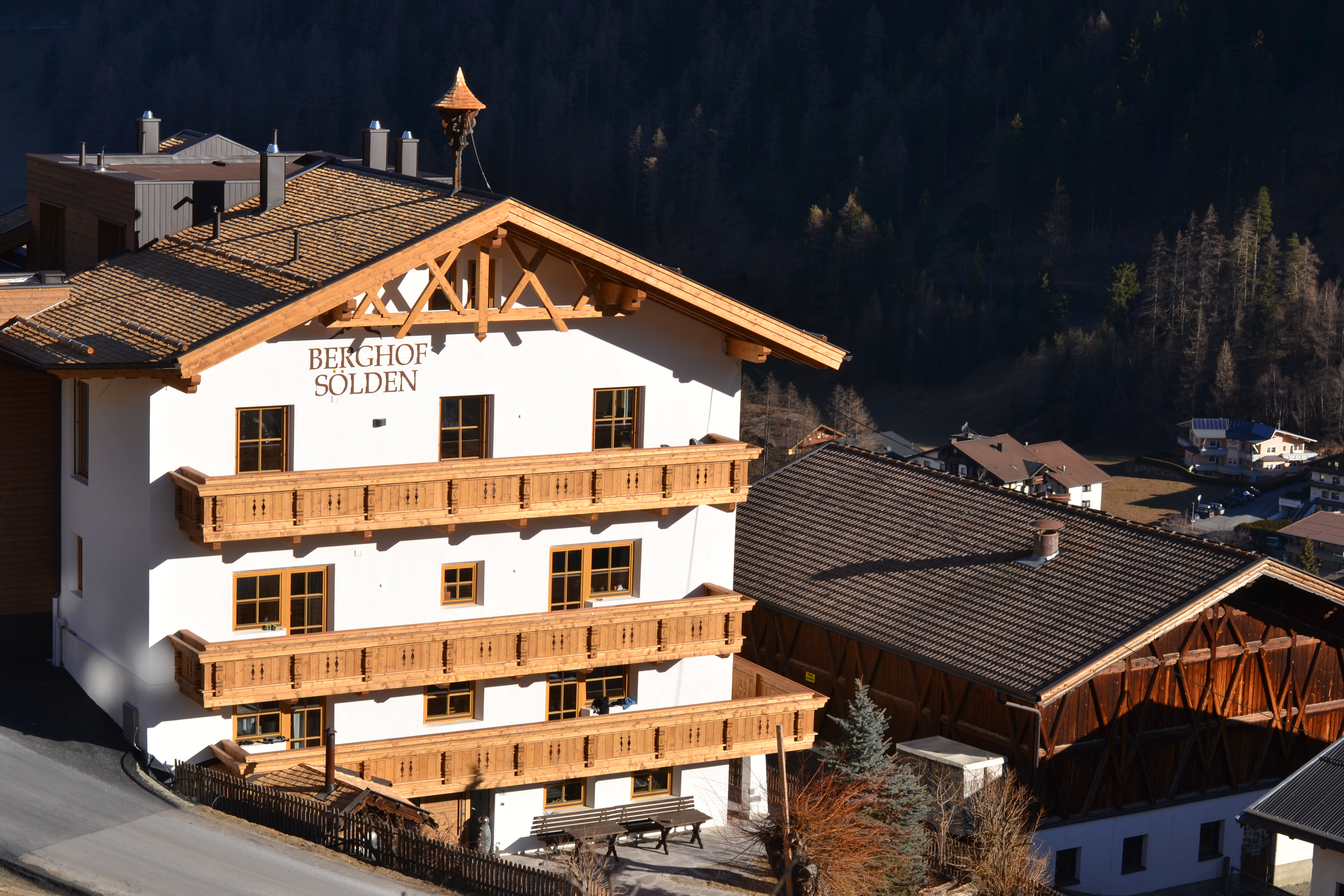
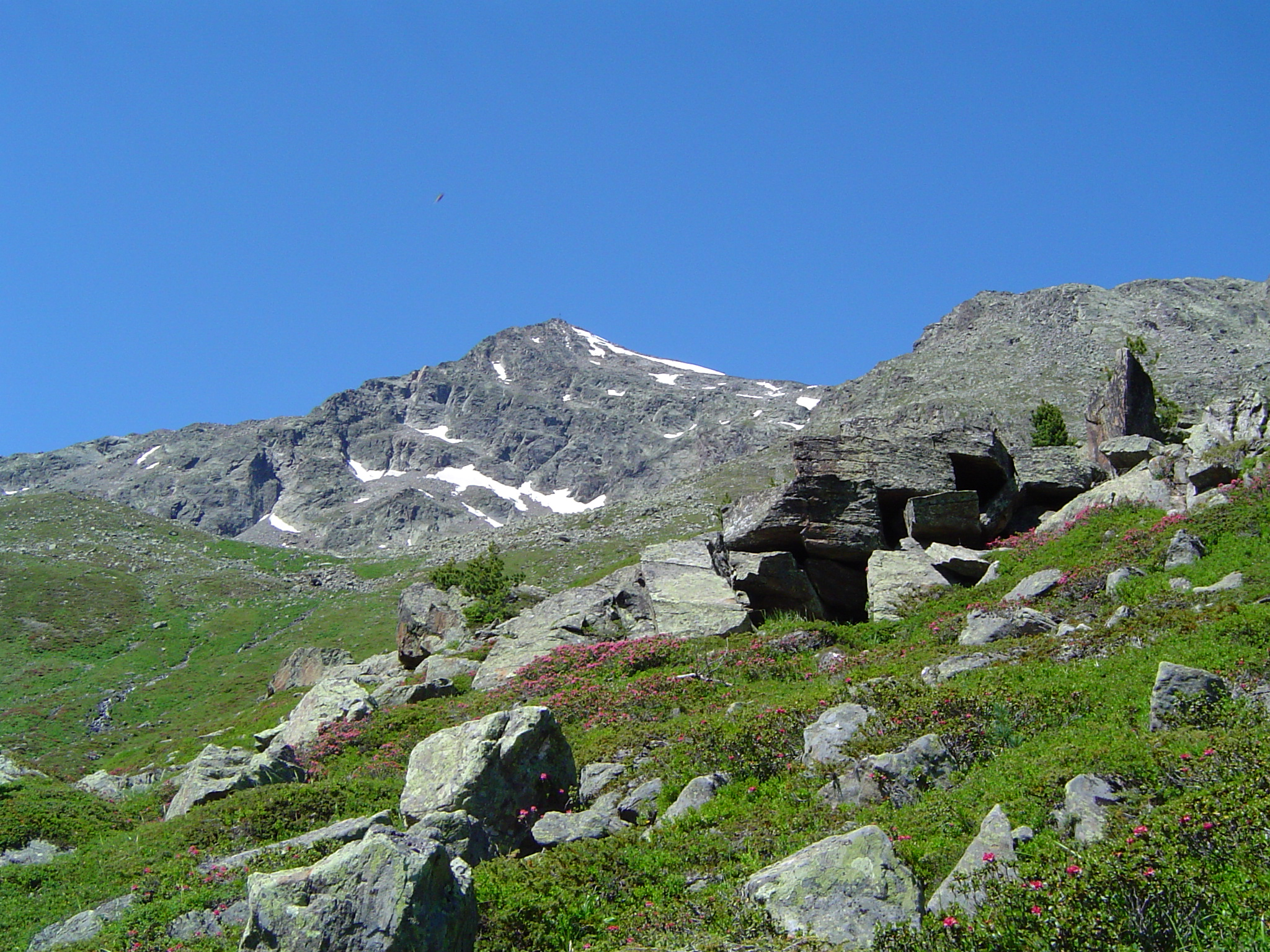
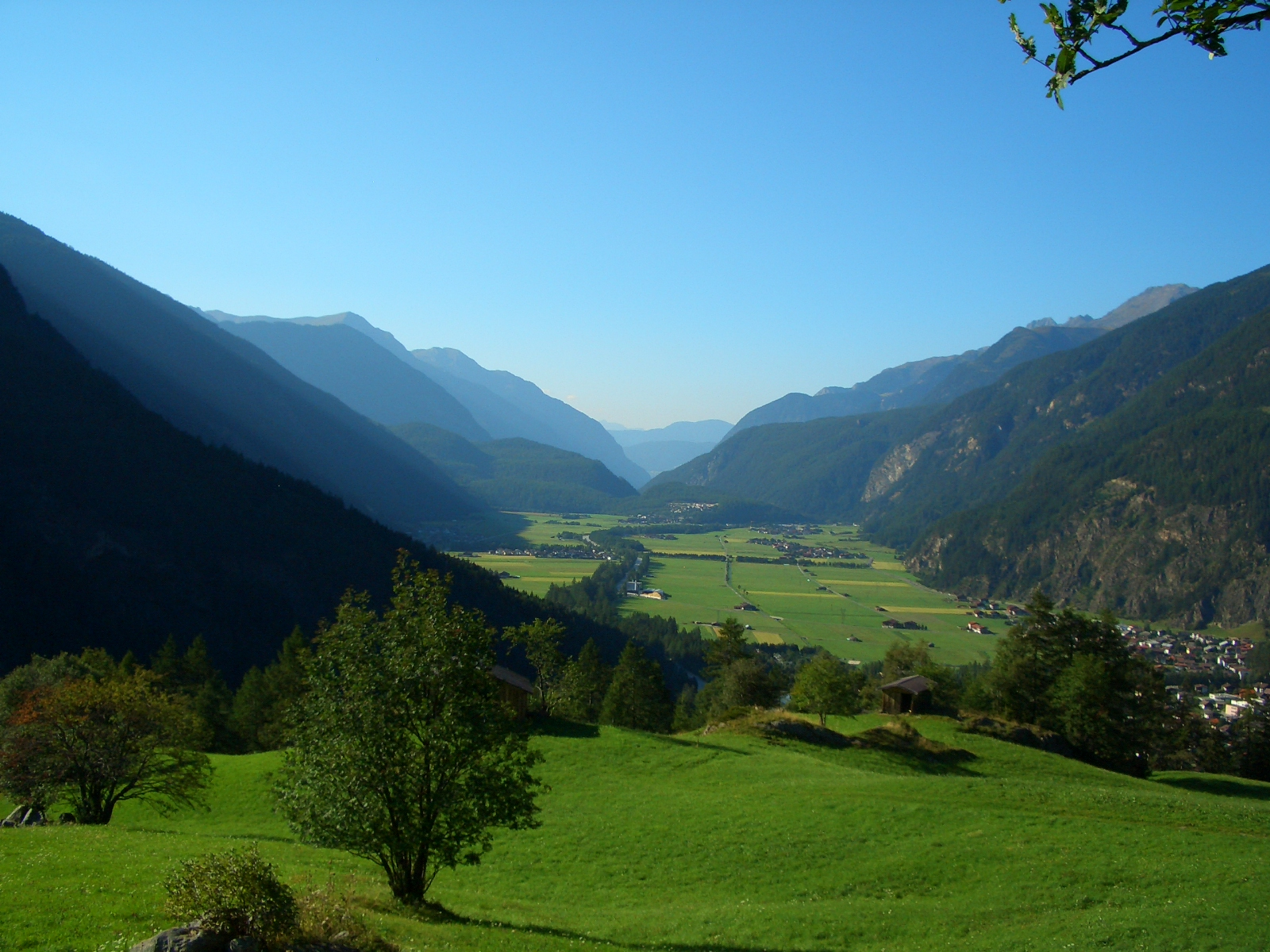
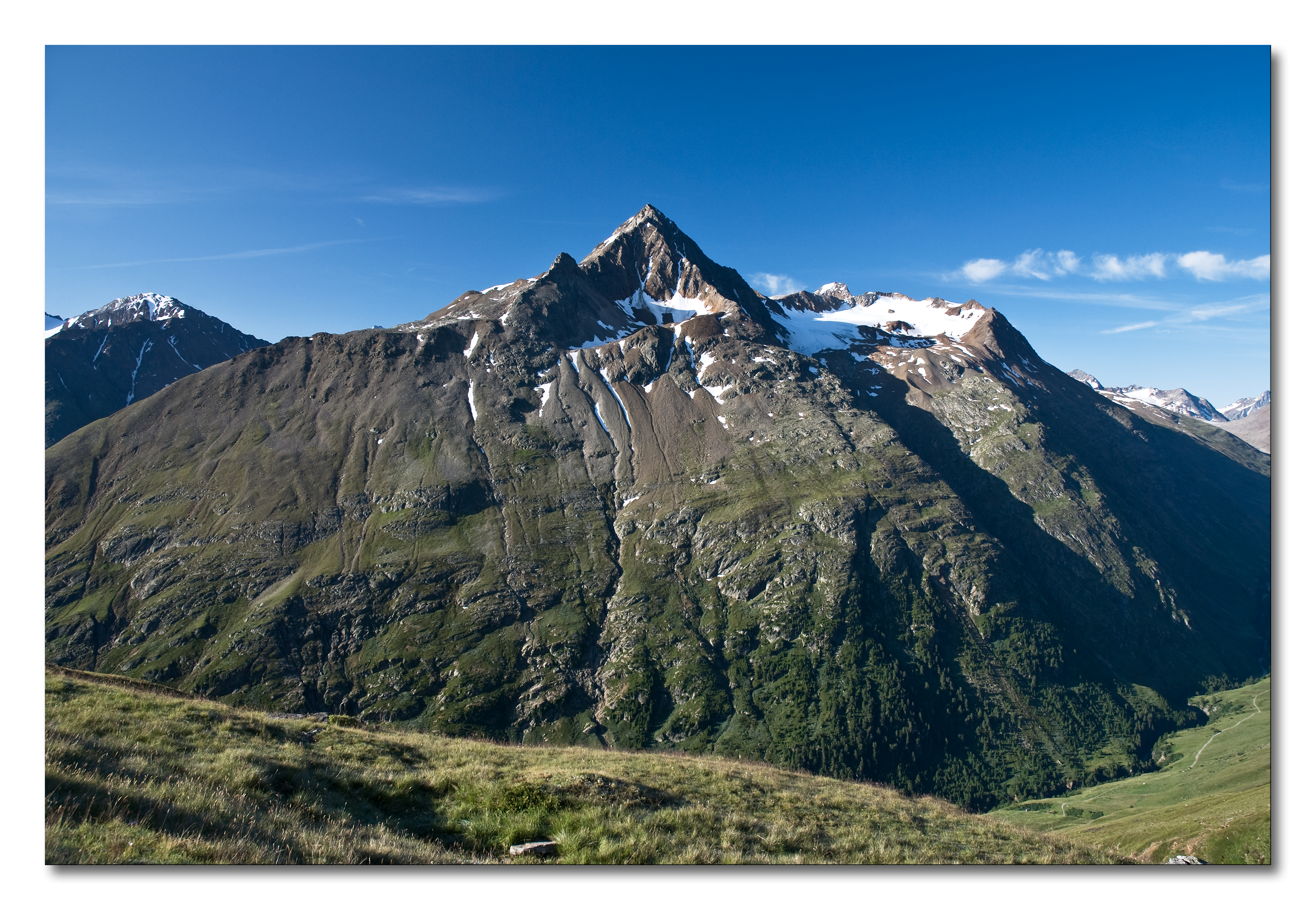
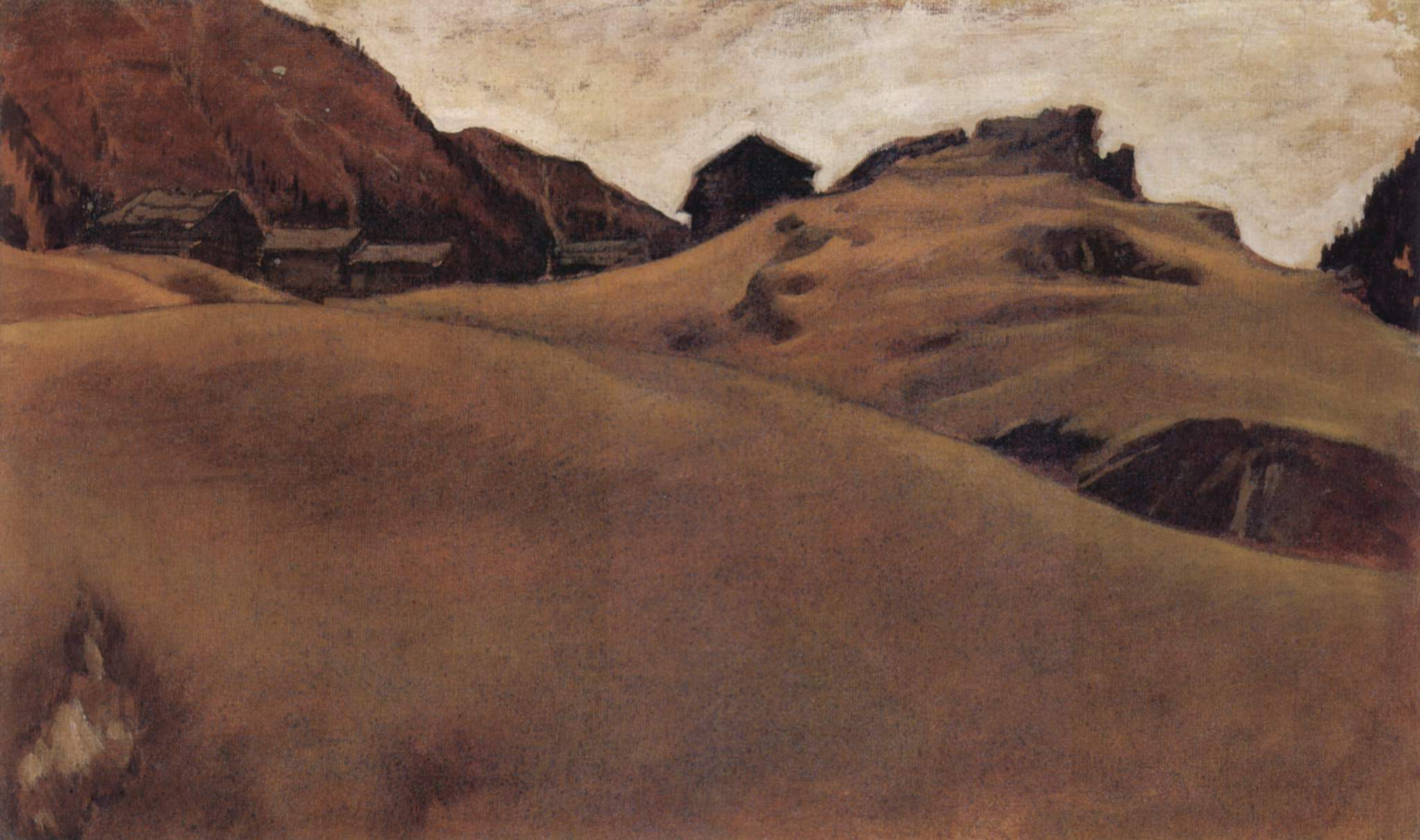

## بطاقة أوتز السياحية
يتمتع حاملو بطاقة أوتز السياحية بالاستخدام المجاني ل 10 مصاعد جبال صيفية، والتي تنقل الزوار إلى ارتفاع 3000 مترا فوق سطح البحر. كما تسمح لحاملها باستخدام جميع وسائل النقل العامة. كما بالإمكان استئجار دراجة هوائية باستخدام البطاقة أو في استخدام المرافق في المنطقة 47. بالإضافة إلى أمور أخرى. 